# Francesca Pattaro
Francesca Pattaro (Este, 12 de marzo de 1995) es una deportista italiana que compite en ciclismo en las modalidades de pista y ruta.
Ganó una medalla de oro en el Campeonato Europeo de Ciclismo en Pista de 2016, en la prueba de persecución por equipos. Participó en los Juegos Olímpicos de Río de Janeiro 2016, ocupando el sexto lugar en la prueba de persecución por equipos.

## Medallero internacional
| Campeonato Europeo | Campeonato Europeo      | Campeonato Europeo | Campeonato Europeo      |
| Año                | Lugar                   | Medalla            | Competición             |
| ------------------ | ----------------------- | ------------------ | ----------------------- |
| 2016               | Saint-Quentin (Francia) | Medalla de oro     | Persecución por equipos |

1. ↑  Compitió en la ronda de clasificación.

## Equipos
- BePink (2016-2019)
  - BePink (2016)
  - BePink Cogeas (2017)
  - BePink (2018-2019)
- Astana Women's Team (2020)

 Fuente: procyclingstats.com.